# 內閣總理大臣夫人
內閣總理大臣夫人是日本內閣總理大臣的配偶，這個稱謂並不是法定的官職或公共職務。總理大臣夫人通常簡稱爲「總理夫人」或「首相夫人」。如今的總理夫人為第102任內閣總理大臣石破茂的妻子石破佳子。
另外，至今尚未有女性出任內閣總理大臣一職，所以目前不存在對女總理大臣配偶的相應稱呼。

## 列表
|    | 內閣總理大臣夫人               | 內閣總理大臣   |
| -- | ------------------------------ | -------------- |
| 1  | 伊藤梅子                       | 伊藤博文       |
| 2  | 黑田瀧子                       | 黑田清隆       |
| 3  | 山縣友子                       | 山縣有朋       |
| 4  | 松方滿佐子                     | 松方正義       |
| 5  | 大隈綾子                       | 大隈重信       |
| 6  | 桂可那子                       | 桂太郎         |
| 7  | （懸空，無正妻、有妾4人）      | 西園寺公望     |
| 8  | 山本登喜子                     | 山本權兵衛     |
| 9  | 寺內瀧子                       | 寺內正毅       |
| 10 | 原淺                           | 原敬           |
| 11 | 高橋品子（志な）               | 高橋是清       |
| 12 | 加藤貴代子                     | 加藤友三郎     |
| 13 | 清浦錬子                       | 清浦奎吾       |
| 14 | 加藤春路                       | 加藤高明       |
| 15 | 若槻德子                       | 若槻禮次郎     |
| 16 | 田中壽天                       | 田中義一       |
| 17 | 濱口夏                         | 濱口雄幸       |
| 18 | 犬養千代子                     | 犬養毅         |
| 19 | 齋藤春子                       | 齋藤實         |
| 20 | （懸空，先妻亡故、離任再娶）   | 岡田啟介       |
| 21 | 廣田靜子                       | 廣田弘毅       |
| 22 | 林初治                         | 林銑十郎       |
| 23 | 近衛千代子                     | 近衞文麿       |
| 24 | （懸空，未婚）                 | 平沼騏一郎     |
| 25 | 阿部光子                       | 阿部信行       |
| 26 | 米內小真                       | 米內光政       |
| 27 | 東條勝子                       | 東條英機       |
| 28 | 小磯馨子                       | 小磯國昭       |
| 29 | 鈴木鷹                         | 鈴木貫太郎     |
| 30 | 稔彥王妃聰子內親王             | 東久邇宮稔彥王 |
| 31 | 幣原雅子                       | 幣原喜重郎     |
| 32 | 吉田喜代（子）                 | 吉田茂         |
| 33 | 片山菊江                       | 片山哲         |
| 34 | 蘆田壽美                       | 蘆田均         |
| 35 | 鳩山薰（子）                   | 鳩山一郎       |
| 36 | 石橋梅                         | 石橋湛山       |
| 37 | 岸良子                         | 岸信介         |
| 38 | 池田滿枝                       | 池田勇人       |
| 39 | 佐藤宽子                       | 佐藤荣作       |
| 40 | 田中花                         | 田中角荣       |
| 41 | 三木睦子                       | 三木武夫       |
| 42 | 福田三枝                       | 福田赳夫       |
| 43 | 大平志華子                     | 大平正芳       |
| 44 | 鈴木幸                         | 鈴木善幸       |
| 45 | 中曾根蔦子                     | 中曾根康弘     |
| 46 | 竹下直子                       | 竹下登         |
| 47 | 宇野千代                       | 宇野宗佑       |
| 48 | 海部幸世                       | 海部俊樹       |
| 49 | 宮澤庸子                       | 宮澤喜一       |
| 50 | 細川佳代子                     | 細川護熙       |
| 51 | 羽田綏子                       | 羽田孜         |
| 52 | 村山淑慧                       | 村山富市       |
| 53 | 橋本久美子                     | 橋本龍太郎     |
| 54 | 小淵千鶴子                     | 小淵惠三       |
| 55 | 森智惠子                       | 森喜朗         |
| 56 | （懸空，離婚、前妻小泉佳代子） | 小泉純一郎     |
| 57 | 安倍昭惠                       | 安倍晉三       |
| 58 | 福田貴代子                     | 福田康夫       |
| 59 | 麻生千賀子                     | 麻生太郎       |
| 60 | 鳩山幸                         | 鳩山由紀夫     |
| 61 | 菅伸子                         | 菅直人         |
| 62 | 野田仁實                       | 野田佳彥       |
| 63 | 菅真理子                       | 菅義偉         |
| 64 | 岸田裕子                       | 岸田文雄       |
| 65 | 石破佳子                       | 石破茂         |

## 圖廊

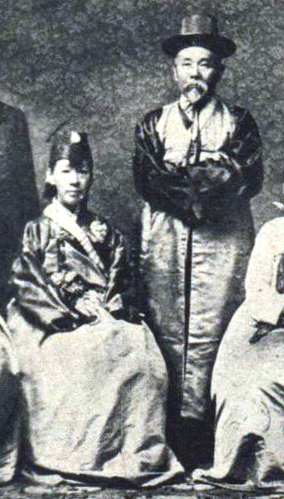
伊藤博文於擔任韓國統監任上身著韓服偕夫人伊藤梅子在1906年拍攝紀念照
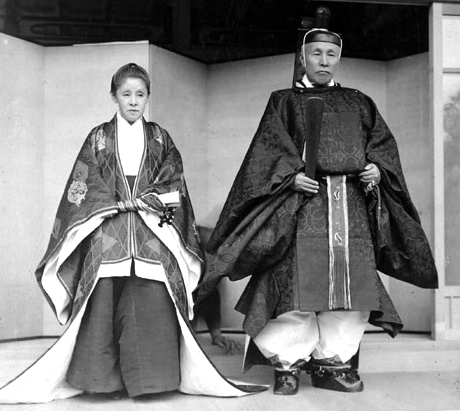
大隈重信總理偕夫人大隈綾子於大正天皇即位大典上合影（1915年11月10日）
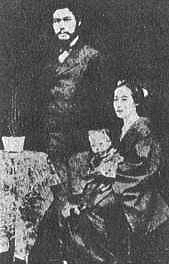
山本權兵衛總理與夫人山本登喜子攝於1880年
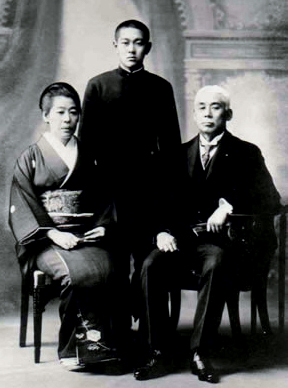
原敬總理（右）與夫人原淺、養子原奎一郎（日语：原奎一郎）攝於1918年12月17日
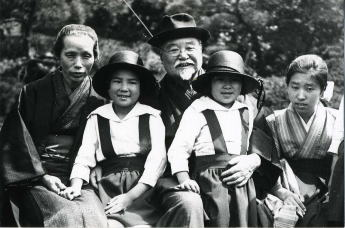
時任政友會總裁的高橋是清偕夫人高橋品子與家人合影於1924年
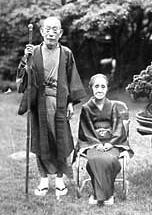
晩年的清浦奎吾伯爵與夫人清浦錬子在庭園合影
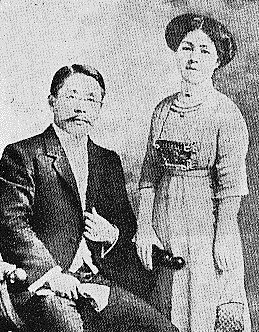
時任駐英國倫敦大使的廣田弘毅與夫人廣田靜子攝於1909年
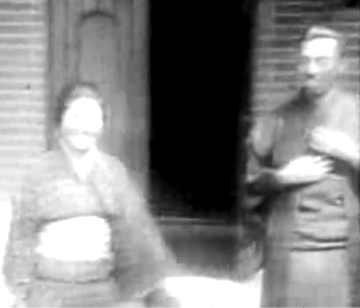
近衛文麿公爵與夫人近衛千代子於1930年代攝於荻外莊（日语：荻外荘）
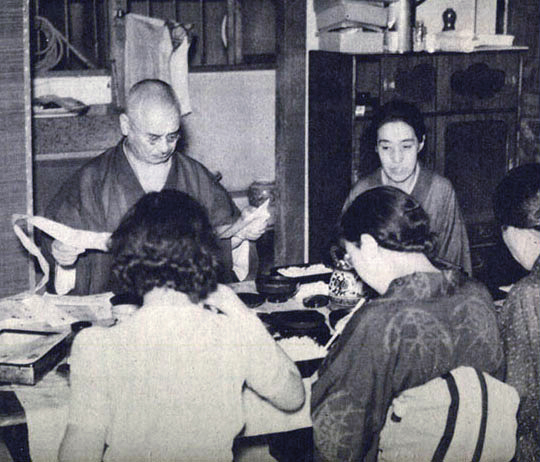
陸軍大將阿部信行與夫人阿部光子攝於餐桌前，1939年8月28日組閣當日
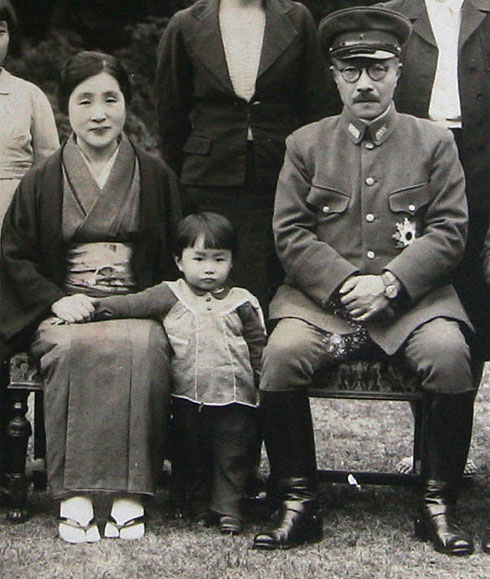
東條英機總理與夫人東條勝子偕孫女東條由布子攝於1941年的自宅庭園
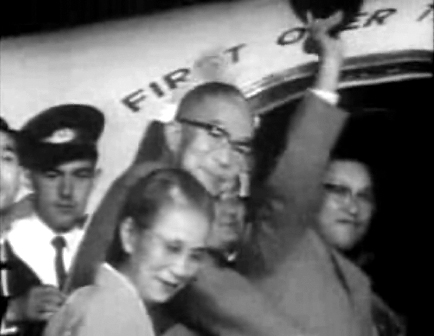
1956年10月7日鳩山一郎首相偕夫人鳩山薰從羽田機場出發前往莫斯科簽署日蘇聯合聲明。
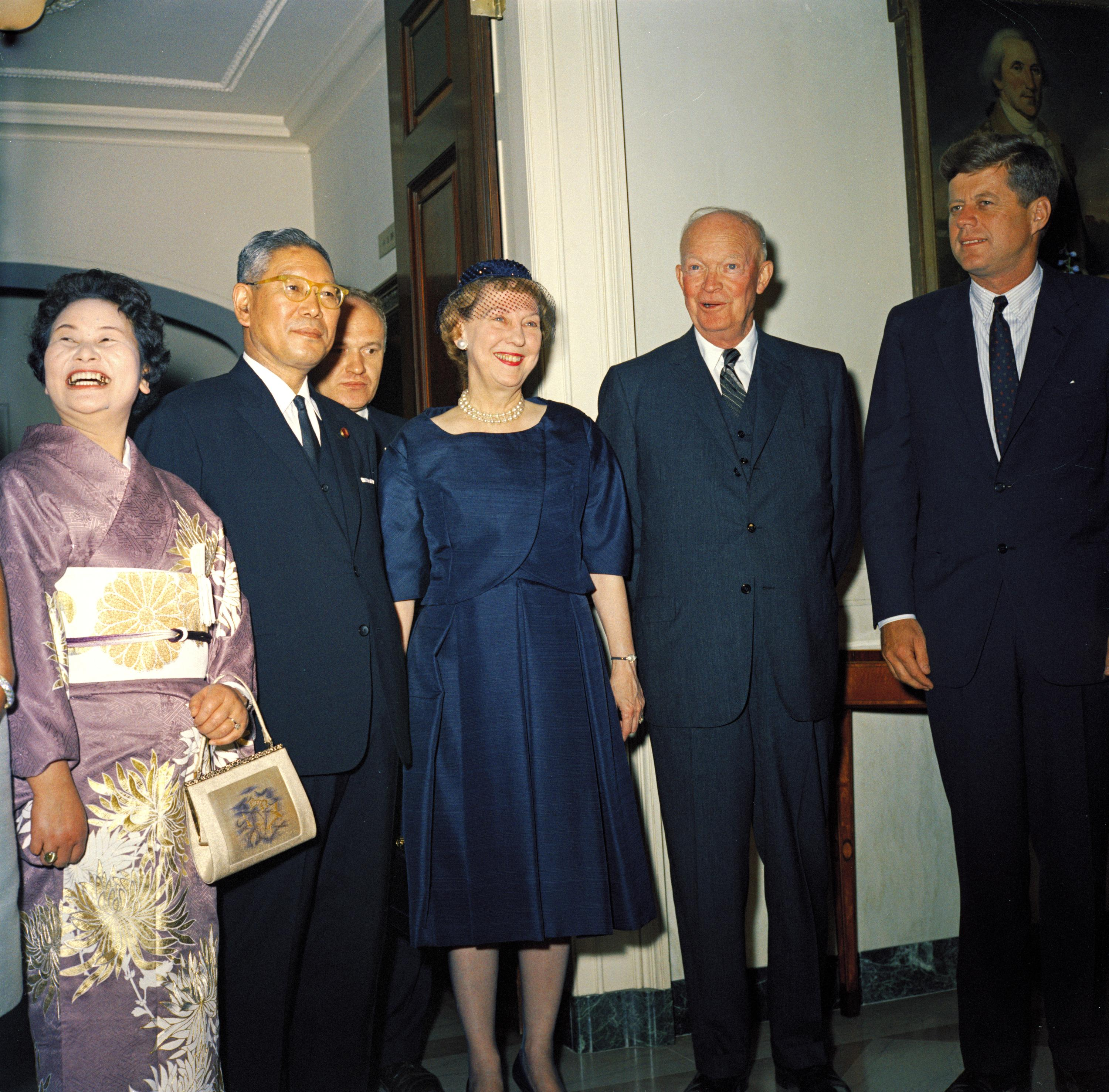
池田勇人總理和夫人池田滿枝，與當時美國前後任總統艾森豪夫婦、約翰·甘迺迪攝於白宮（1961年6月21日）
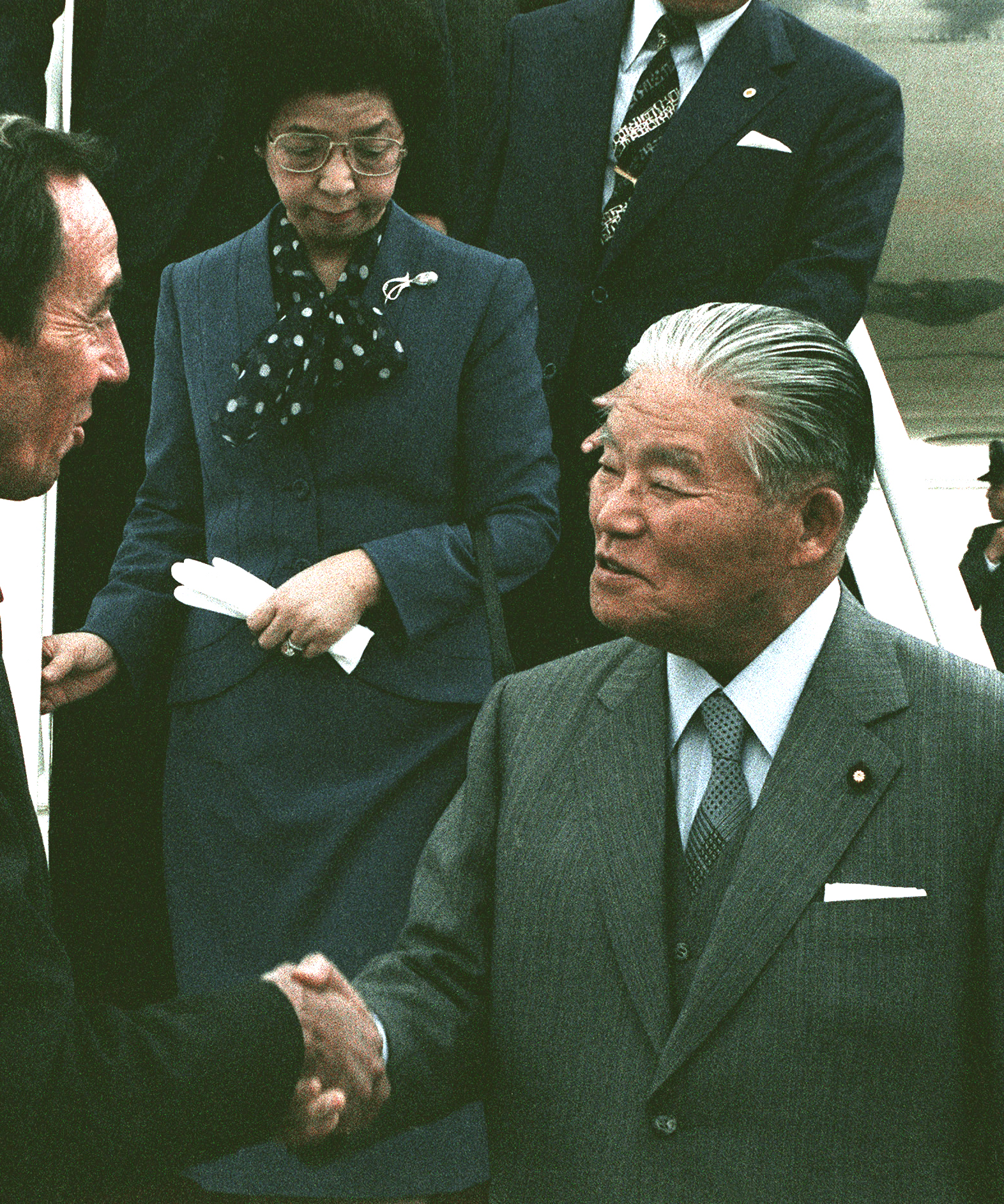
抵達華府郊區馬里蘭州安德魯斯空軍基地的大平正芳首相和夫人大平志華子（後方下階梯者）前往參加美日首腦會談（1980年1月1日）
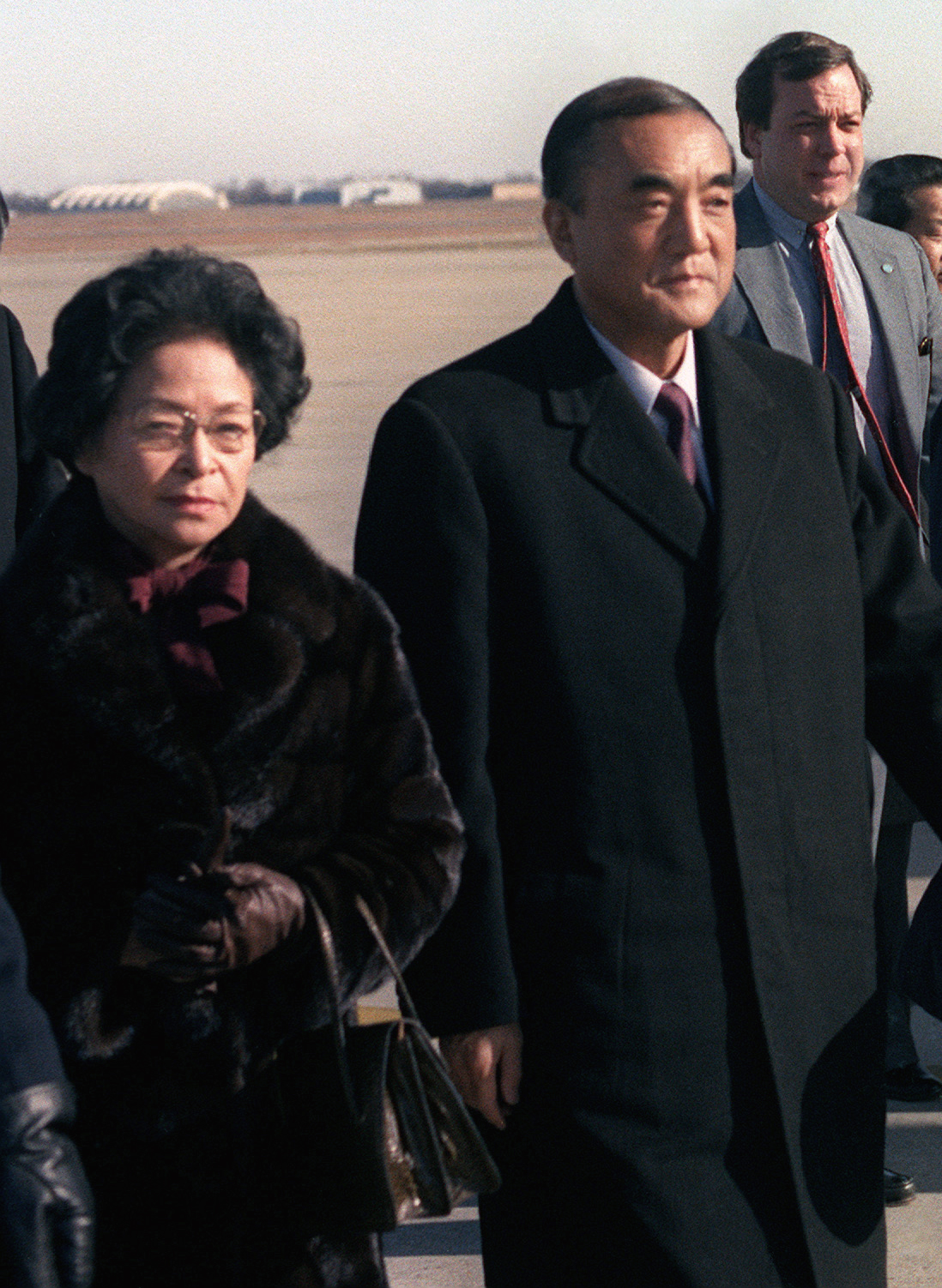
中曾根康弘首相和夫人中曾根蔦子在美日首腦會談結束後返程於安德魯斯空軍基地合影（1983年1月21日）
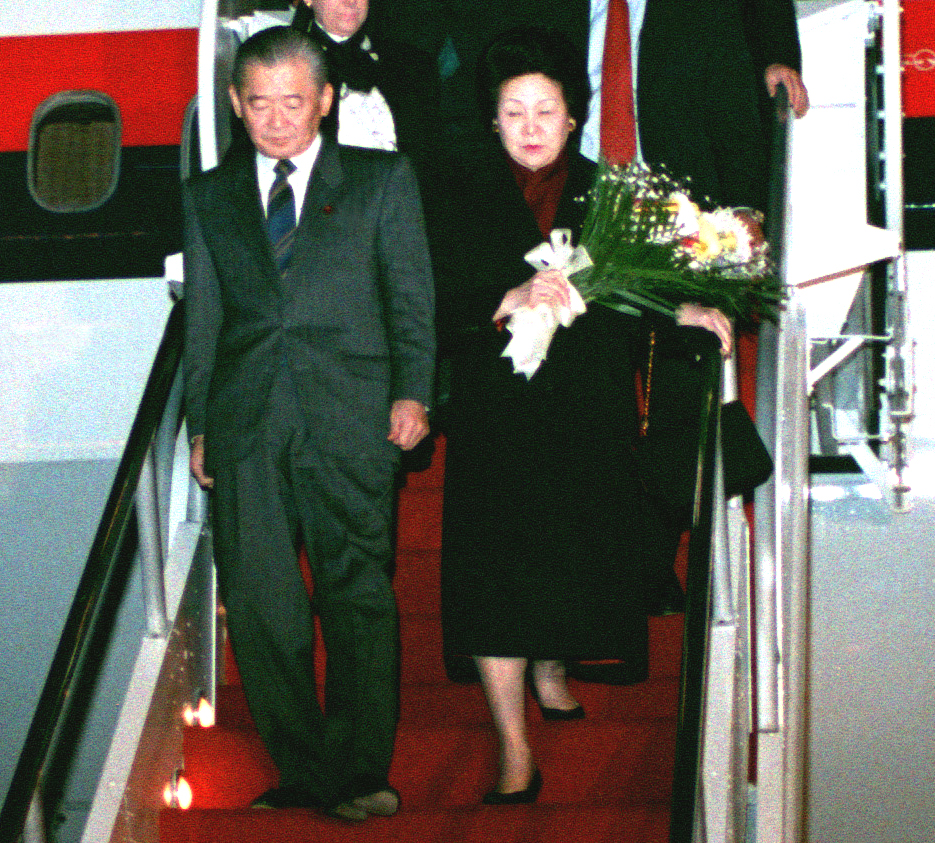
抵達安德魯斯空軍基地參加美日首腦會議的竹下登首相和夫人竹下直子（1989年2月2日）
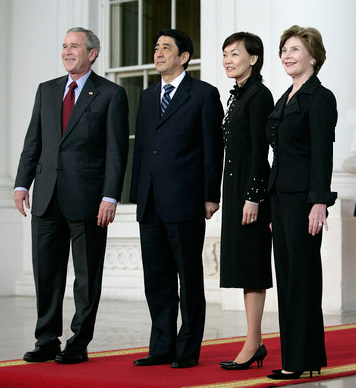
安倍晋三首相和夫人安倍昭惠在白宮前與小布什總統和勞拉夫人合影（2007年4月26日）
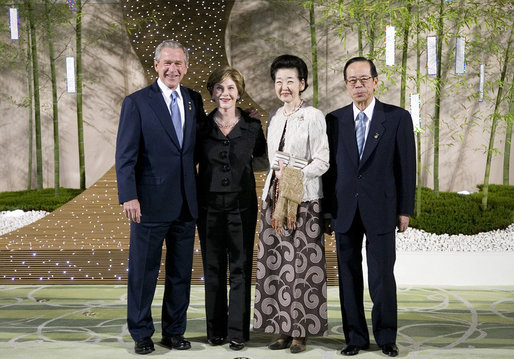
於洞爺湖峰會上歡迎美國總統小布什夫婦的福田康夫首相與夫人福田貴代子（2008年7月8日）
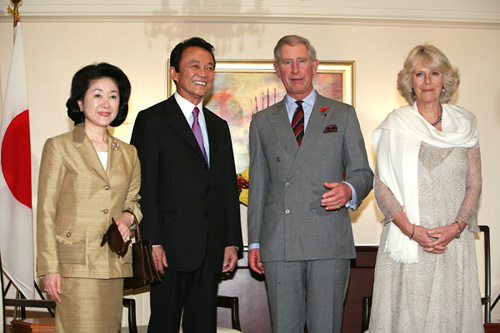
麻生太郎首相和夫人麻生千賀子、英國王儲查爾斯王子和卡蜜拉公爵夫人伉儷於東京合影（2008年10月29日）
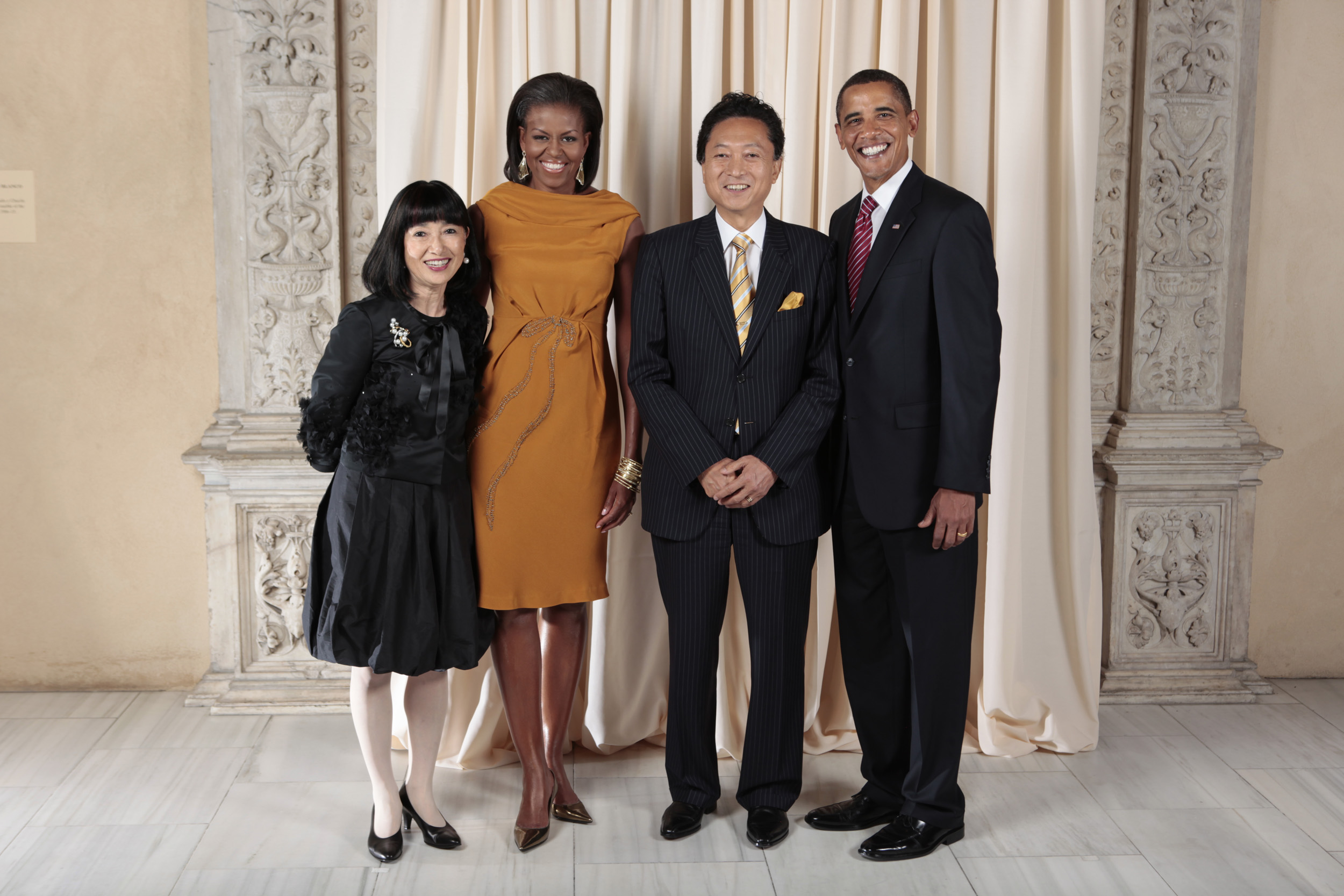
鳩山由紀夫首相和夫人鳩山幸與奧巴馬總統夫婦攝於紐約大都會藝術博物館（2009年9月23日）
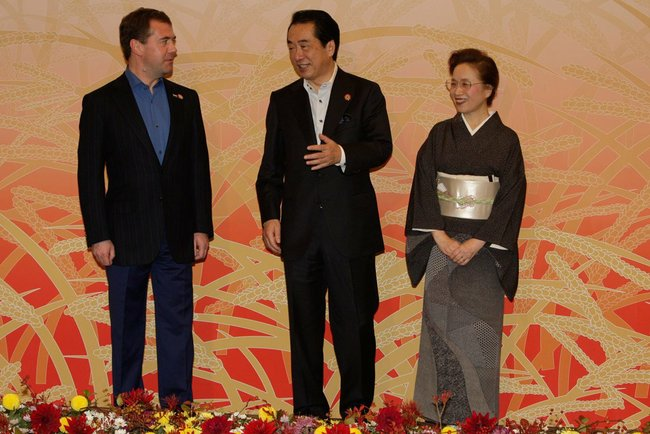
2010年日本亞太經合峰會（日语：2010年日本APEC）上的菅直人首相與夫人菅伸子和時任俄羅斯總統梅德韋傑夫（2010年11月3日）
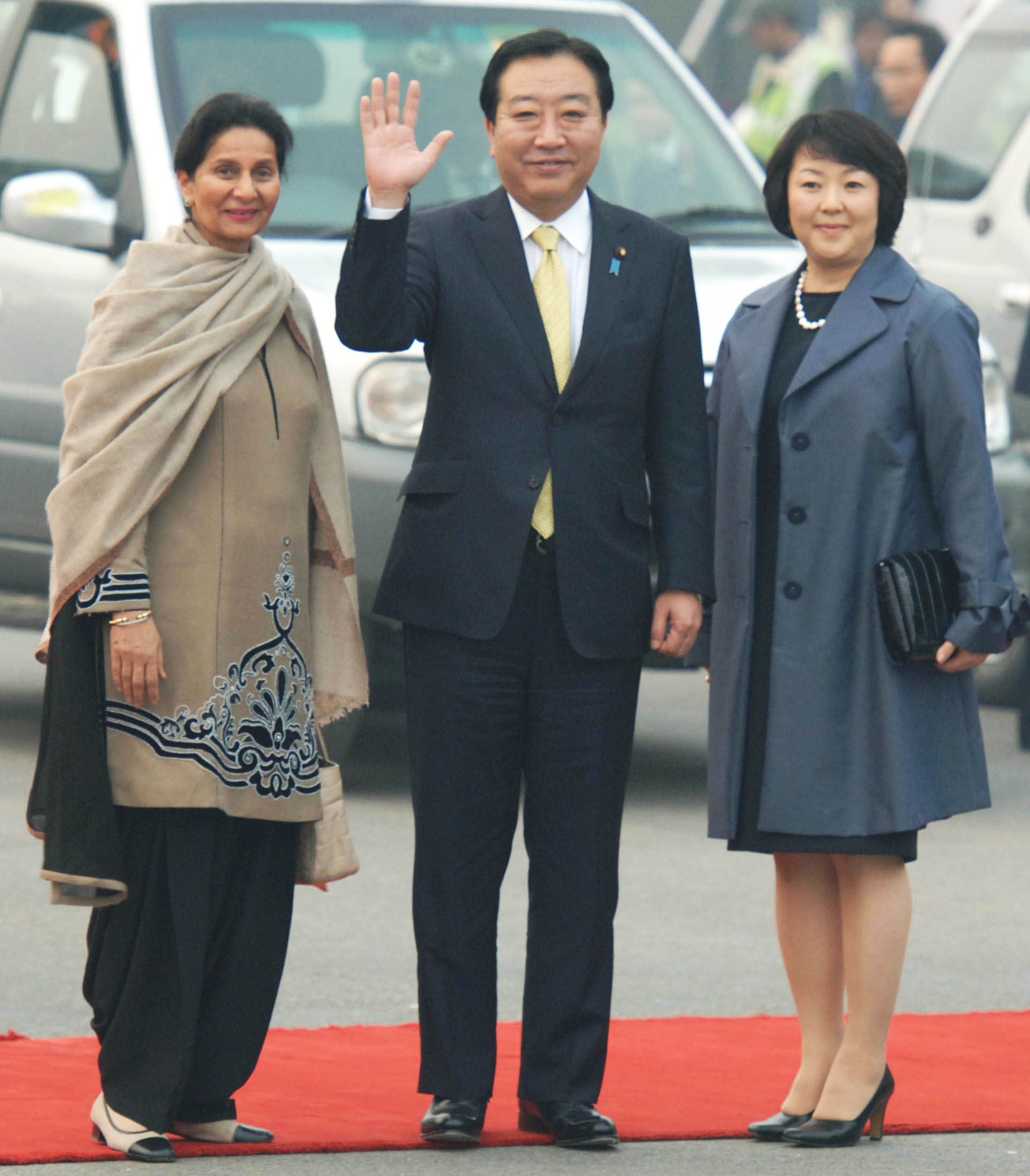
野田佳彥首相與夫人野田仁實（右）攝於印度（2011年12月27日）
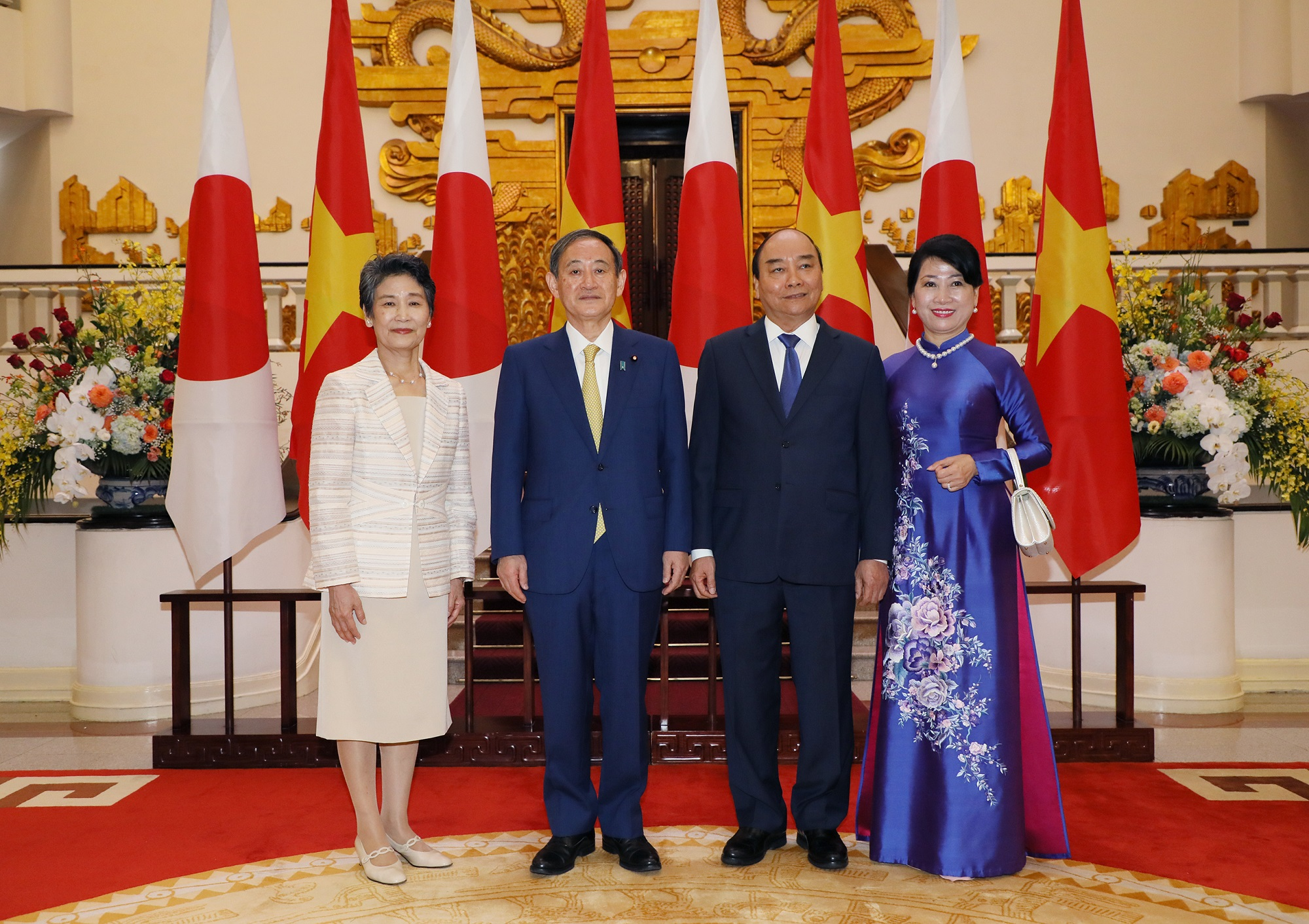
菅義偉首相和夫人菅真理子出訪越南，圖中為他們和阮春福及其夫人的合照

## 外部連結
- 内閣制度と歴代内閣 （页面存档备份，存于） - 首相官邸